# Топханенский акт
Соглашение в Топхане (болг. Топханенски акт) было подписано 24 марта (5 апреля) 1886 года между княжеством Болгария и Османской империей.
По договору Объединение Болгарии является юридически признанным на международном уровне.
Послы встретились в Константинополе (ныне Стамбул), Топхане это имя районе Стамбула, в настоящее время часть района Бейоглу
Договор был Подписан великим визирем Мехмед Камиль Паша и министром иностранных дел Болгарии Илья Тцановым (Tsanov), а также послами великих держав.
Договор признавал Принца Болгарии Александр Баттенберг в качестве генерал-губернатора автономной Османской провинции Восточная Румелия. Таким образом произошло признание объединения Болгарии. В качестве компенсации, Османская империя получила область вокруг Кырджали, а также Республику (Тамраш) Tamrash, на общую площадь 1640 км². По этому договору, территория единой Болгарии стала 94345 км².